# Tri muškarca i tetka (televizijska serija)
Tri muškarca i tetka je srbijanska televizijska serija s elementima humora iz 2021. koja se prikazivala od 21. veljače do 18. rujna na kanalu Prva u Srbiji. Autori serije su Nikola Burovac i Danijel Đurić. 

## Radnja
Televizijska serija prati život jedne obitelji i njihove zgodne i nezgode u zajedničkim situacijama i međuljudskim odnosima. Zajednički život i izbjegavanje odgovornosti su na duhovit način prikazani kroz odnose dva brata Joviše i Ljubiše i tetke Milke koja im je zamijenila majku. Razlike u godištima i ponašanjima dovodi do apsurnih i komičnih situacija između njihovih godina i ponašanja će stvarati apsurd i potpuno komične situacije. Lažne i prave ljubavi, svađe, spletkarenja, intrige, posljedice započetih neuspešnih poslova samo su dio obiteljskih veza, a sve to tetka Milka, Ljubiša i Joviša proživljavaju u kući jer sve što njih dvojica zakuhaju, utjecat će i na ostale koji su, ili financijski, ili na druge načine time ugroženi. Glavna tema serije je skriva li tetka Milka neki novac na Cipru i odakle umirovljenici vila od 300 kvadrata.

## Pregled serije
| Sezona | Sezona | Epizoda | Originalno emitiranje | Originalno emitiranje |
| Sezona | Sezona | Epizoda | Premijera sezone      | Kraj sezone           |
| ------ | ------ | ------- | --------------------- | --------------------- |
|        | 1      | 150     | 21. veljače 2021.     | 18. rujna 2021.       |

## Glumačka postava
| Glumac/glumica      | Lik         |
| ------------------- | ----------- |
| Marko Janketić      | Ljuba       |
| Jelisaveta Sablić   | tetka Milka |
| Milan Vasić         | Joviša      |
| Petar Božović       |             |
| Svetlana Bojković   |             |
| Hristina Popović    | Radmila     |
| Atanasije Štogren   | Veljko      |
| Marijana Mićić      | Samanta     |
| Teodora Bjelica     |             |
| Tijana Kondić       |             |
| Ana Franić          |             |
| Mina Sovtić         |             |
| Branko Vidaković    |             |
| Slobodan Stefanović |             |